# Vražedná práva
Vražedná práva (v anglickém originále How to Get Away with Murder) jsou americký televizní seriál, vysílaný stanicí ABC od 25. září 2014. Tvůrcem seriálu je Peter Nowalk, producentkou Shonda Rhimes.
Viola Davis představuje profesorku práv na prestižní Filadelfské univerzitě, která se svými studenty začíná řešit zamotaný případ vraždy. Původní anglický název How to Get Away with Murder znamená v doslovném překladu „jak se vyvléci z vraždy“ a představuje neoficiální název kurzu, který profesorka vyučuje.
Seriál byl kritikou přijat příznivě, obzvláště byl chválen výkon herečky Violy Davis. Stala se první afroamerickou ženou, která získala cenu Emmy v kategorii Nejlepší ženský herecký výkon v dramatickém seriálu, a znovu byla za svou roli nominována i o rok později. Premiérový díl sledovalo v přímém přenosu více než 14 milionů diváků.
Dne 10. února 2017 stanice objednala čtvrtou řadu, která měla premiéru 28. září 2017. Dne 3. ledna 2018 byl uveden dvoudílný crossover se seriálem Skandál. 11. května 2018 stanice ABC potvrdila objednání páté řady, která měla premiéru 27. září 2018. Dne 10. května bylo oznámeno, že seriál získal šestou řadu, která je pro seriál závěrečnou. Ta měla premiéru dne 26. září 2019.
V českém znění uvedla tři řady seriálu premiérově televize AXN od 3. listopadu 2014 a první sérii následně také Nova Cinema od 7. února 2016.

## Děj
Seriál sleduje osobní a profesní život Annalise Keating, profesorky práva na univerzitě Middleton ve Filadelfii, na jedné z nejprestižnější právní škole v Americe. Obhájkyně Annalise si vybere skupinu nejlepších studentů ze třídy, ve které vyučuje, aby pracovali pro její firmu. Práci získají Connor Walsh, Michaela Pratt, Asher Millstone, Laurel Castillo a Wes Gibbins. Annalise žije se svým mužem Samem Keatingem, ale také má tajný vztah s detektivem Natem Laheym.

## Obsazení

### Hlavní role
| Viola Davis     | profesorka Annalise Keatingová                                              |
| Billy Brown     | detektiv Nate Lahey                                                         |
| Alfred Enoch    | Wes Gibbins, student práv (1. - 3. řada, hostuje v 4. řadě)                 |
| Jack Falahee    | Connor Walsh, student práv                                                  |
| Katie Findlay   | Rebecca Sutterová, studentka a Wesova sousedka (1. řada, hostuje v 2. řadě) |
| Aja Naomi King  | Michaela Prattová, student práv                                             |
| Matt McGorry    | Asher Millstone, student práv                                               |
| Karla Souza     | Laurel Castillo, studentka práv                                             |
| Charlie Weber   | Frank Delfino, asistent prof. Keatingové                                    |
| Liza Weil       | Bonnie Winterbottom, asistentka prof. Keatingové                            |
| Conrad Ricamora | Oliver Hampton (1.–2. řada – vedlejší role)                                 |
| Amirah Vann     | Tegan Price (4. řada – vedlejší role, 5. řada)                              |
| Rome Flynn      | Gabriel Maddox (4. řada – hostující role, 5. řada)                          |
| Timothy Hutton  | Emmett Crawford                                                             |

### Vedlejší role
| Tom Verica        | Sam Keating, manžel prof. Keatingové (1.–2. řada)                                                           |
| Alysia Reiner     | Wendy Parksová, žalobkyně (1. řada)                                                                         |
| Megan West        | Lila Stangardová, studentka a oběť vraždy (1. řada)                                                         |
| Lenny Platt       | Griffin O'Reily, přítel Lily (1. řada)                                                                      |
| Marcia Gay Harden | Hannah Keatingová, sestra Sama Keatinga (1. řada)                                                           |
| Sarah Burns       | Emily Sinclairová, žalobkyně (2. řada)                                                                      |
| Kendrick Sampson  | Caleb Hapstall, adoptivní bratr Catherine, obviněný (2. řada)                                               |
| Amy Okuda         | Catherine Hapstallová, adoptivní sestra Caleba, obviněná (2. řada)                                          |
| Jefferson White   | Philip Jessup, nemanželský syn Granta Hapstalla, zavražděného adoptivního otce Caleba a Catherine (2. řada) |
| Famke Janssen     | Eve Rothlová, advokátka a dávná přítelkyně prof. Keatingové (2. řada)                                       |
| John Posey        | William Millstone (2. řada)                                                                                 |
| Matt Cohen        | Levin Wescott (2. řada)                                                                                     |
| Kelsey Scott      | Rose Edmondová, matka Wese Gibbinse (2. řada)                                                               |
| Issac Ryan Brown  | Christophe Edmond (2. řada)                                                                                 |
| Lauren Vélez      | Soraya Hargrove (3. řada)                                                                                   |
| Corbin Reid       | Meggy Travers (3. řada)                                                                                     |
| Milauna Jackson   | Renee Atwood (3. řada)                                                                                      |
| Matthew Rish      | Thomas (3. řada)                                                                                            |
| Dameon Clarke     | detektiv John Mumford (3. řada)                                                                             |
| Gloria Garayua    | detektiv Davis (3. řada)                                                                                    |
| Nicholas Gonzales | Dominic (4. řada)                                                                                           |

## Produkce

### Vývoj
Dne 19. srpna 2013 ABC odkoupilo originální koncept seriálu od Shondaland Productions, produkován Shondou Rhimes a Betsy Beers. Scénář k pilotní epizodě napsal scenárista seriálu Chirurgové Peter Nowalk. Stanice ABC objednala pilotní epizodu 19. prosince 2013. Epizoda byla natáčena v Los Angeles v Kalifornii na University of Southern California, ve Filadelfii v Pensylvánii v Bryn Mawr v Pensylvánii v Collegeville v Pensylvánii a na Ursinus College. Režie pilotní epizody se ujal Michael Offer. 8. května 2014 televizní stanice ABC oficiálně vybrala seriál do své televizní sezóny 2014-2015. Na konferenci konané v červenci bylo oznámeno, že seriál bude mít pouze 15 nebo 16 dílů.

### Obsazování
Matt McGorry se připojil k seriálu jako první, a to 31. ledna 2014. Hraje roli Ashera, jednoho ze studentů. Dne 6. února 2014 bylo ohlášeno obsazení Aja Naomi King do role ambiciózní a sebevědomé studentky Michaely Prattové. Dne 12. února byli jako další studenti práva potvrzeni Jack Falahee, Alfred Enoch a Karla Souza. Dne 24. února se k obsazení připojil Charlie Weber jako Frank, spolupracovník Annalise. Dne 25. února 2014 bylo oznámeno, že Shonda Rhimes obsadila do hlavní role profesorky herečku Violu Davis. Dne 27. února bylo oznámeno, že Liza Weil si zahraje roli Bonnie, spolupracovnice Annalise. Dne 1. března byla do role studentky Rebeccy, která se zaplete do vraždy, obsazena Katie Findlay. Dne 2. března byl oznámen Billy Brown pro roli milence Annalise, policisty Natea. Tom Verica byl později obsazen do role manžela hlavní hrdinky.
Dne 4. listopadu 2014 bylo oznámeno, že se v druhé polovině první série má objevit držitelka Oscara Marcia Gay Harden. Dne 15. prosince téhož roku bylo oznámeno, že má v druhé polovině první série účinkovat také držitelka Emmy Cicely Tyson.

## Vysílání
Seriál Vražedná práva byl vysílán ve čtvrtek v deset večer na stanici ABC. Seriál běží po seriálech Chirurgové a Skandál, za jejichž tvorbou také stojí Shonda Rhimes. Seriál měl premiéru 25. září 2014.
V Kanadě je seriál vysílán na stanici CTV. Ve Spojeném království a Irsku jej vysílá stanice Universal Channel. Na stanici TV2 seriál mohou sledovat obyvatelé Nového Zélandu a na stanici Seven Network v Austrálii.[zdroj⁠?!]

## Řady a díly
| Řada | Díly | Premiéra v USA | Premiéra v USA  | Premiéra na AXN    | Premiéra na AXN | Premiéra na Nova Cinema | Premiéra na Nova Cinema |
| Řada | Díly | První díl      | Poslední díl    | První díl          | Poslední díl    | První díl               | Poslední díl            |
| ---- | ---- | -------------- | --------------- | ------------------ | --------------- | ----------------------- | ----------------------- |
| 1    | 15   | 25. září 2014  | 26. února 2015  | 3. listopadu 2014  | 13. dubna 2015  | 7. února 2016           | 27. března 2016         |
| 2    | 15   | 24. září 2015  | 17. března 2016 | 3. listopadu 2015  | 3. května 2016  | nebylo vysíláno         | nebylo vysíláno         |
| 3    | 15   | 22. září 2016  | 23. února 2017  | 16. listopadu 2016 | 19. dubna 2017  | nebylo vysíláno         | nebylo vysíláno         |
| 4    | 15   | 28. září 2017  | 15. března 2018 | nebylo vysíláno    | nebylo vysíláno | nebylo vysíláno         | nebylo vysíláno         |
| 5    | 15   | 27. září 2018  | 28. února 2019  | nebylo vysíláno    | nebylo vysíláno | nebylo vysíláno         | nebylo vysíláno         |
| 6    | 15   | 26. září 2019  | 14. května 2020 | nebylo vysíláno    | nebylo vysíláno | nebylo vysíláno         | nebylo vysíláno         |

## Ocenění a nominace
| Rok  | Ocenění                                     | Kategorie                                             | Nominovaní                                                         | Výsledek  |
| ---- | ------------------------------------------- | ----------------------------------------------------- | ------------------------------------------------------------------ | --------- |
| 2014 | Americký filmový institut                   | nejlepší televizní seriál                             |                                                                    | vítězství |
| 2015 | African-American Film Critics Association   | nejlepší televizní seriál: drama                      |                                                                    | vítězství |
| 2015 | ASCAP Film and Television Music Awards      | nejlepší televizní seriál                             |                                                                    | vítězství |
| 2015 | BET Awards                                  | nejlepší seriálová herečka v hlavní roli: drama       | Viola Davis                                                        | nominace  |
| 2015 | Critics' Choice Television Awards           | nejlepší seriálová herečka v hlavní roli: drama       | Viola Davis                                                        | nominace  |
| 2015 | Critics' Choice Television Awards           | nejlepší seriálová herečka v hostující roli: drama    | Cicely Tyson                                                       | nominace  |
| 2015 | GALECA Award                                | nejlepší seriálové drama                              |                                                                    | nominace  |
| 2015 | GALECA Award                                | nejlepší seriálová herečka                            | Viola Davis                                                        | nominace  |
| 2015 | Gold Derby Awards                           | nejlepší seriálová herečka v hlavní roli: drama       | Viola Davis                                                        | nominace  |
| 2015 | Gold Derby Awards                           | nejlepší seriálová herečka v hostující roli: drama    | Cicely Tyson                                                       | nominace  |
| 2015 | Image Awards                                | nejlepší dramatický seriál                            |                                                                    | vítězství |
| 2015 | Image Awards                                | nejlepší seriálová herečka v hlavní roli: drama       | Viola Davis                                                        | vítězství |
| 2015 | Image Awards                                | nejlepší seriálový herec ve vedlejší roli: drama      | Alfred Enoch                                                       | nominace  |
| 2015 | Image Awards                                | nejlepší seriálová herečka ve vedlejší roli: drama    | Aja Naomi King                                                     | nominace  |
| 2015 | Image Awards                                | nejlepší seriálový scénář: drama                      | Erika Green Swafford (za díl: „Let's Get to Scooping“)             | vítězství |
| 2015 | Mediální cena GLAAD                         | nejlepší dramatický seriál                            |                                                                    | vítězství |
| 2015 | Zlatý glóbus                                | nejlepší seriálová herečka v hlavní roli: drama       | Viola Davis                                                        | nominace  |
| 2015 | NAACP Image Awards                          | nejlepší seriálová herečka v hlavní roli: drama       | Viola Davis                                                        | vítězství |
| 2015 | NAACP Image Awards                          | nejlepší dramatický seriál                            |                                                                    | vítězství |
| 2015 | NAACP Image Awards                          | nejlepší seriálový herec ve vedlejší roli: drama      | Alfred Enoch                                                       | nominace  |
| 2015 | NAACP Image Awards                          | nejlepší seriálová herečka ve vedlejší roli: drama    | Aja Naomi King                                                     | nominace  |
| 2015 | NAACP Image Awards                          | nejlepší seriálový scénář: drama                      | Erika Green Swafford (za díl: „Let's Get to Scooping“)             | vítězství |
| 2015 | Online Film & Television Association Awards | nejlepší seriálová herečka v hlavní roli: drama       | Viola Davis                                                        | nominace  |
| 2015 | People's Choice Awards                      | nejoblíbenější herečka z nového televizního seriálu   | Viola Davis                                                        | vítězství |
| 2015 | People's Choice Awards                      | nejoblíbenější nové televizní drama                   |                                                                    | nominace  |
| 2015 | Cena Emmy                                   | nejlepší seriálová herečka v hostující roli: drama    | Cicely Tyson                                                       | nominace  |
| 2015 | Cena Emmy                                   | nejlepší seriálová herečka v hlavní roli: drama       | Viola Davis                                                        | vítězství |
| 2015 | Screen Actors Guild Awards                  | nejlepší seriálová herečka v hlavní roli: drama       | Viola Davis                                                        | vítězství |
| 2015 | TCA Awards                                  | individuální ocenění: drama                           | Viola Davis                                                        | nominace  |
| 2016 | Artios Awards                               | nejlepší casting: seriálový pilot: drama              | Linda Lowy, Diane Heery, Jason Loftus, Jamie Castro                | nominace  |
| 2016 | BET Awards                                  | nejlepší herečka                                      | Viola Davis                                                        | nominace  |
| 2016 | Critics' Choice Television Awards           | nejlepší seriálová herečka v hlavní roli: drama       | Viola Davis                                                        | nominace  |
| 2016 | GALECA Award                                | nejlepší seriálové drama                              |                                                                    | nominace  |
| 2016 | GALECA Award                                | nejlepší seriálová herečka                            | Viola Davis                                                        | nominace  |
| 2016 | Mediální cena GLAAD                         | nejlepší dramatický seriál                            |                                                                    | nominace  |
| 2016 | Gold Derby Awards                           | nejlepší seriálová herečka v hlavní roli: drama       | Viola Davis                                                        | nominace  |
| 2016 | Gold Derby Awards                           | nejlepší seriálová herečka v hostující roli: drama    | Famke Janssen                                                      | nominace  |
| 2016 | Image Awards                                | nejlepší dramatický seriál                            |                                                                    | nominace  |
| 2016 | Image Awards                                | nejlepší seriálová herečka v hlavní roli: drama       | Viola Davis                                                        | nominace  |
| 2016 | Image Awards                                | nejlepší seriálový herec ve vedlejší roli: drama      | Alfred Enoch                                                       | nominace  |
| 2016 | Image Awards                                | nejlepší seriálová herečka ve vedlejší roli: drama    | Cicely Tyson                                                       | nominace  |
| 2016 | Image Awards                                | nejlepší seriálový scénář: drama                      | Erika Green Swafford a Doug Stockstill (za díl: „Mama's Here Now“) | nominace  |
| 2016 | Zlatý glóbus                                | nejlepší seriálová herečka v hlavní roli: drama       | Viola Davis                                                        | nominace  |
| 2016 | NAACP Image Awards                          | herec/herečka roku                                    | Viola Davis                                                        | nominace  |
| 2016 | NAACP Image Awards                          | nejlepší seriálová herečka v hlavní roli: drama       | Viola Davis                                                        | nominace  |
| 2016 | NAACP Image Awards                          | nejlepší dramatický seriál                            |                                                                    | nominace  |
| 2016 | NAACP Image Awards                          | nejlepší seriálový herec ve vedlejší roli: drama      | Alfred Enoch                                                       | nominace  |
| 2016 | NAACP Image Awards                          | nejlepší seriálová herečka ve vedlejší roli: drama    | Cicely Tyson                                                       | nominace  |
| 2016 | NAACP Image Awards                          | nejlepší seriálový scénář: drama                      | Erika Green Swafford, Doug Stockstill (za díl: „Mama's Here Now“)  | nominace  |
| 2016 | Online Film & Television Association Awards | nejlepší seriálová herečka v hlavní roli: drama       | Viola Davis                                                        | nominace  |
| 2016 | People's Choice Awards                      | nejoblíbenější seriálová herečka v hlavní roli: drama | Viola Davis                                                        | nominace  |
| 2016 | People's Choice Awards                      | nejoblíbenější televizní dramatický seriál            |                                                                    | nominace  |
| 2016 | Cena Emmy                                   | nejlepší seriálová herečka v hlavní roli: drama       | Viola Davis                                                        | nominace  |
| 2016 | Screen Actors Guild Awards                  | nejlepší seriálová herečka v hlavní roli: drama       | Viola Davis                                                        | vítězství |
| 2016 | Vision Awards                               | nejlepší dramatický seriál                            |                                                                    | nominace  |
| 2017 | BET Awards                                  | nejlepší herečka                                      | Viola Davis                                                        | nominace  |
| 2017 | Black Reel Awards                           | nejlepší seriálová herečka v hlavní roli: drama       | Viola Davis                                                        | nominace  |
| 2017 | Black Reel Awards                           | nejlepší seriálový scénář: drama                      | Angela Robinson (za díl: „There Are Worse Things Than Murder“)     | nominace  |
| 2017 | Cena Emmy                                   | nejlepší seriálová herečka v hostující roli: drama    | Cicely Tyson (za díl: „Go Cry Somewhere Else“)                     | nominace  |
| 2017 | Cena Emmy                                   | nejlepší seriálová herečka v hlavní roli: drama       | Viola Davis                                                        | nominace  |
| 2017 | Image Awards                                | nejlepší seriálová herečka v hlavní roli: drama       | Viola Davis                                                        | nominace  |
| 2017 | Image Awards                                | nejlepší seriálová herečka ve vedlejší roli: drama    | Cicely Tyson                                                       | nominace  |
| 2017 | Image Awards                                | nejlepší seriálový herec ve vedlejší roli: drama      | Alfred Enoch                                                       | nominace  |
| 2017 | Mediální cena GLAAD                         | nejlepší dramatický seriál                            |                                                                    | nominace  |
| 2017 | Online Film & Television Association Awards | nejlepší seriálová herečka v hlavní roli: drama       | Viola Davis                                                        | nominace  |
| 2017 | Online Film & Television Association Awards | nejlepší seriálová herečka v hostující roli: drama    | Cicely Tyson                                                       | nominace  |
| 2017 | People's Choice Awards                      | nejlepší dramatický seriál                            |                                                                    | nominace  |
| 2017 | Vision Awards                               | nejlepší dramatický seriál                            |                                                                    | nominace  |
| 2018 | Black Reel Awards                           | nejlepší seriálová herečka v hostující roli: drama    | Cicely Tyson                                                       | nominace  |
| 2018 | Cena Emmy                                   | nejlepší seriálová herečka v hostující roli: drama    | Cicely Tyson (za díl: „I'm Going Away“)                            | nominace  |
| 2018 | Gold Derby Awards                           | nejlepší seriálová herečka v hostující roli           | Cicely Tyson                                                       | nominace  |
| 2018 | Image Awards                                | nejlepší seriálová herečka v hlavní roli: drama       | Viola Davis                                                        | nominace  |
| 2018 | Imagen Award                                | nejlepší dramatický seriál                            |                                                                    | nominace  |
| 2018 | Imagen Award                                | nejlepší seriálová herečka ve vedlejší roli           | Karla Souza                                                        | nominace  |
| 2018 | Online Film & Television Association Awards | nejlepší seriálová herečka v hostující roli           | Cicely Tyson                                                       | nominace  |
| 2018 | Vision Awards                               | nejlepší dramatický seriál                            |                                                                    | nominace  |